# Alcantara (látka)
Alcantara® je obchodní značka velurové umělé kůže z laminované netkané textilie. 

## Výroba

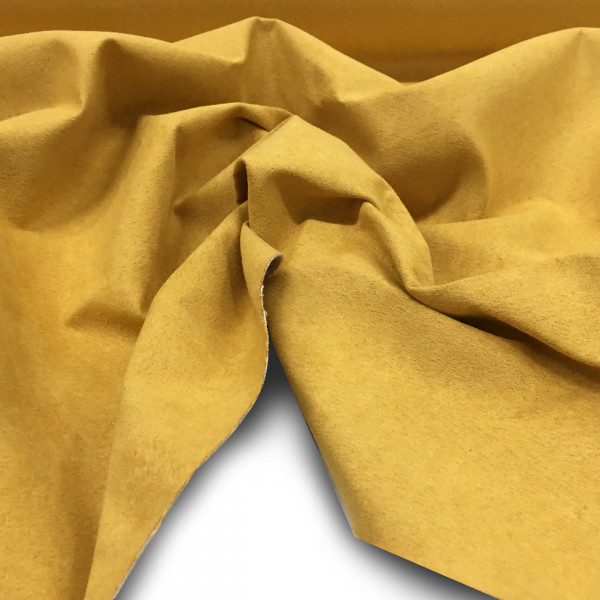
Alcantara v metráži (2019)

Surovina, resp. polotovar k výrobě alcantary je rouno z ultrajemných bikomponentních vláken (PES 0,044 dtex) zpevněné vpichováním.
Laminování rouna polyuretanem je spojeno s rozpouštěním polystyrenu (plášť obalující polyesterovou složku během zvlákňování), výsledný laminát pak obsahuje cca 70 % polyesterových vláken impregnovaných 30 % polyuretanu (podrobnosti technologie laminování nejsou veřejně známy).
Po laminování následuje broušení povrchu speciální fólií a barvení výrobku.

## Vlastnosti a použití alcantary
Alcantara je laminát (vláknový kompozit) s obsahem nejméně 200 000 jednotlivých, vzájemně překřížených vláken na 1 cm² plochy. Látka je na povrchu podobná semišové kůži, prodyšná, ohebná, nemačkavá, odolná proti opotřebení, dá se snadno čistit, prát a udržovat.

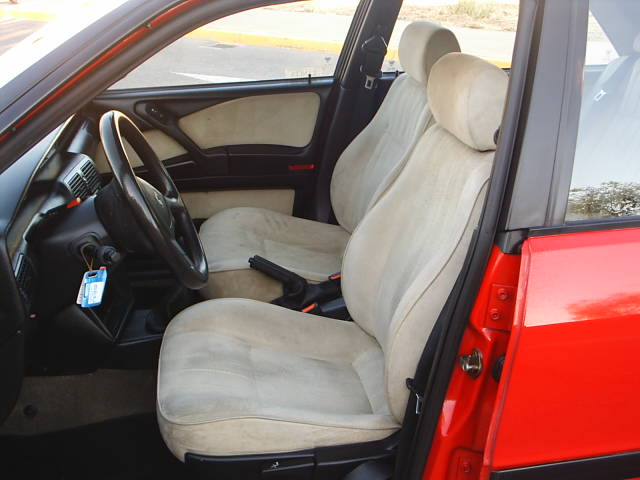
Potah sedadel z Alcantary

K nevýhodám patří: po delším použití je alcantara náchylná ke žmolkování a je poměrně drahá.
Použití: vnitřní stěny a potahy aut, nábytkové potahy, svrchní oděvy.

## Z historie Alcantary
Začátkem 60. let minulého století vyvinuly firmy DuPont a Kuraray první imitáty kůže, hlavně pro obuvnický průmysl. V roce 1971 přišla pak firma Toray s Alcantarou (vynálezce Osam Fukuschima), která se v Japonsku nazývá Escaine a v USA Ultrasuede. Od té doby vyrábí podobné produkty několik japonských firem buďto jako jednovrstvé materiály (např. Amaretta™) nebo jako lamináty s podkladovou tkaninou (Lamous®). Rozsah výroby laminátů z mikrovláken není v současné době známý ani celkově ani u jednotlivých druhů.